# Elwa
Fabryka Podzespołów Radiowych „Elwa”, także Zakłady Podzespołów Radiowych „Elwa” – przedsiębiorstwo z siedzibą w Warszawie  działające w latach 1957–1998.

## Historia
Zakłady Elwa zostały utworzone na bazie powstałego w Zakładach Radiowych im. Marcina Kasprzaka w roku 1952 Wydziału Kondensatorów Elektrolitycznych. W 1957 powołano zakład o nazwie Fabryka Podzespołów Radiowych „Elwa” i przydzielono mu siedzibę na warszawskim Służewcu (budynek przeznaczony uprzednio na bar mleczny).
Początkowo produkcję kondensatorów elektrolitycznych rozwijano we współpracy z zakładami Tesla z Czechosłowacji. W 1967 zakupiono licencje na procesy trawienia i formowania folii aluminiowej kondensatorów elektrolitycznych w angielskiej firmie The Telegraph Condenser Co., a w 1971 z japońskiej Nichicon Capacitor Ltd. W 1975 podjęto produkcję spiekanych elektrolitycznych kondensatorów tantalowych na licencji firmy Sprague-Electromag z Belgii.

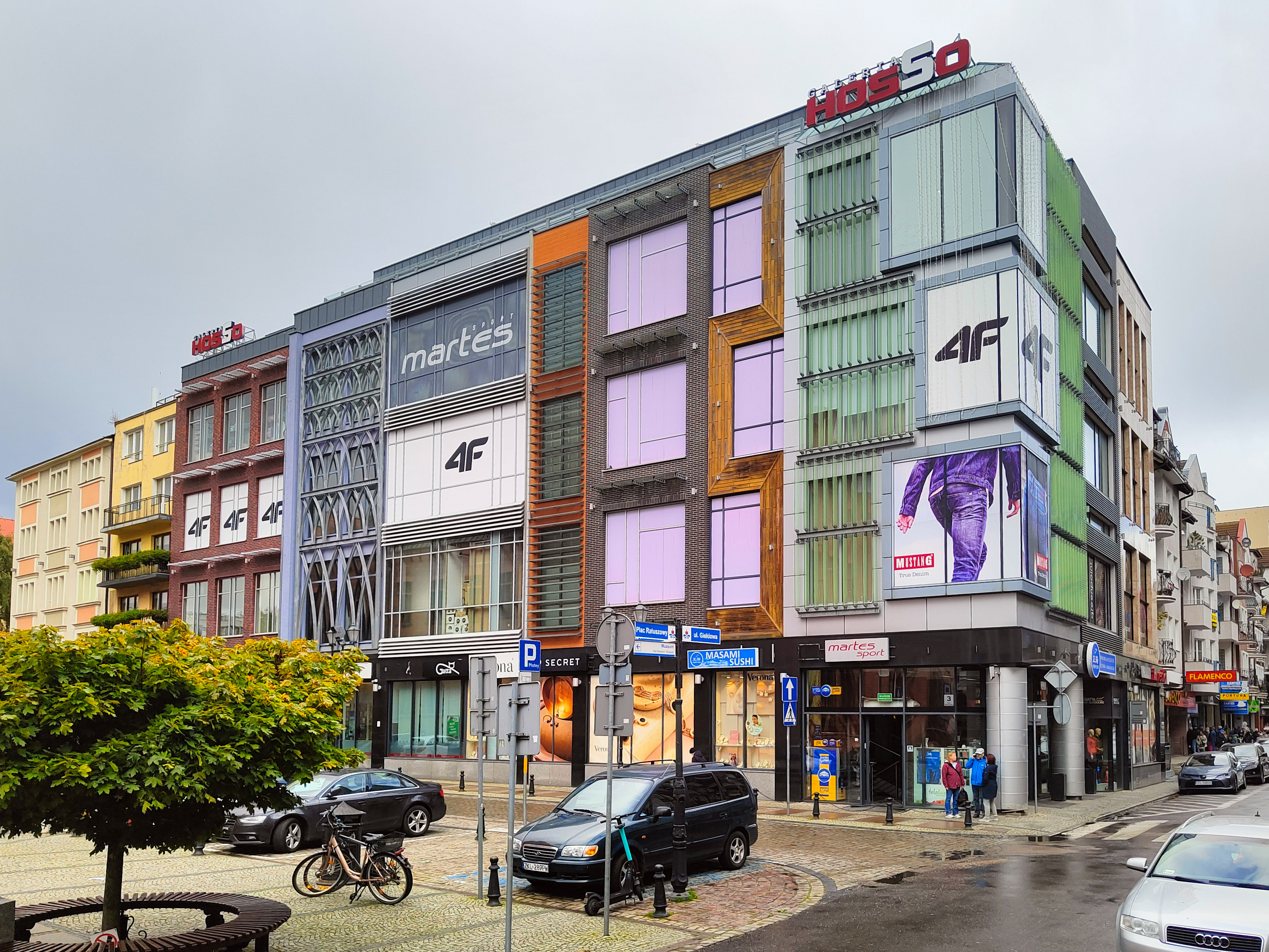
Dawny budynek kołobrzeskiej Elwy, przebudowany w 2005 r. na Galerię Hosso

W 1969 uruchomiono Zakład Zamiejscowy Fabryki „Elwa” w Kołobrzegu (późniejszy Zakład Elektroniczny ELKON), a w latach 80. Oddział Zamiejscowy w Bielsku Podlaskim. W 1975 utworzono Kombinat Produkcyjno-Naukowy „Unitra-Elpod”, który wchłonął Elwę. Powrót Elwy do formy samodzielnego przedsiębiorstwa nastąpił w 1981. W 1985 fabryka zatrudniała 1665 osób.
Elwa należała do Zjednoczenia Przemysłu Elektronicznego UNITRA, od 1978 do Unitra-Elektron, a od 1982 do Zrzeszenia Przedsiębiorstw Przemysłu Elektronicznego UNITRA.
Fabryka funkcjonowała do 1998 roku.

## Produkty
Podstawowym produktem Elwy były kondensatory elektrolityczne, aluminiowe i tantalowe. Zakłady miały w tej dziedzinie dominującą pozycję na polskim rynku.
W latach 80. XX w. Elwa produkowała również fotograficzne lampy błyskowe typów 16LA1, 16LA2, 18LA1, 18LA2, 20LA1 i 20LA2. Lampa 18 była też w wersji LB2 z zamontowaną fotocelą.